# Evelyne Berezovsky
Pour les articles homonymes, voir Berezovsky.
Evelyne Berezovsky, née à Moscou en 1991, est une pianiste russe.

## Biographie
Evelyne Berezovsky est la fille du pianiste Boris Berezowski. Elle commence l'étude du piano à l'âge de cinq ans et rejoint, deux ans plus tard, le cours du professeur Ilana Davids à la Purcell School of Music près de Londres. Elle poursuit ses études avec le professeur Hamish Milne à la Royal Academy of Music de Londres, et avec Elisso Virssaladze au Conservatoire de Moscou.
Evelyne fait sa première apparition en public à l'âge de 7 ans à la St. Luke's Church de Londres. Depuis lors, elle s'est produite dans de nombreuses salles de concert à Londres (Wigmore Hall, Steinway Hall, Regent Hall, South Bank Centre, St. John's Smith Square, St Martin-in-the-Fields, St. Jude-on-the-Hill, Olave's Church, Leighton House et Chopin Society), dans la grande salle du Conservatoire de Moscou et dans diverses salles en Allemagne, aux Pays-Bas, en France, en Norvège et au Japon. Elle est aussi montée sur scène pour un récital au prestigieux Festival international de piano de La Roque-d'Anthéron.
Evelyne joue pour la première fois avec orchestre à l'âge de 11 ans, interprétant le concerto pour piano K415 de Mozart. Elle apparaît ensuite avec l'orchestre I Maestri sous la direction de J. Luna, et avec le London Musical Arts Orchestra sous la direction de John Landon. Elle collabore avec son père Boris Berezovsky dans le Double concerto K365 de Mozart, avec l'Orchestre symphonique néerlandais à Enschede sous la direction de Jaap van Zweden, et au Mozart Festival de Tokyo avec les Tokyo Mozart Players sous la direction de François-Xavier Roth.
Elle joue également les Double et Triple concertos de Mozart dans la grande salle du Conservatoire de Moscou avec son père Boris Berezovsky, Ekaterina Derzhavina et l'orchestre de chambre Musica Viva sous la direction d'Alexandre Roudine. Elle interprète aussi le Concerto no 2 pour piano de Beethoven avec le London Musical Arts Orchestra.
Dans son dernier concert en date, elle joue le concerto no 1 de Sergueï Rachmaninov avec le Hulencourt Soloists Chamber Orchestra sous la direction de Benjamin Ellin au Cercle Royal Gaulois de Bruxelles le 5 avril 2013.

## Discographie
- Alicja Smietana & Evelyne Berezovsky, Works By Bach & Gould & Previn & Part (Solo Musica, 2012)